# جيمي ليندن (مخرج)
جيمي ليندن (بالإنجليزية: Jamie Linden)‏ هو كاتب سيناريو ومخرج أمريكي، ولد في 3 سبتمبر 1980 في فلوريدا في الولايات المتحدة.

## وصلات خارجية
- جيمي ليندن على موقع IMDb (الإنجليزية)
- جيمي ليندن على موقع ألو سيني (الفرنسية)
- جيمي ليندن على موقع أول موفي (الإنجليزية)
- جيمي ليندن على موقع بوكس أوفيس موجو (الإنجليزية)
- جيمي ليندن على موقع قاعدة بيانات الأفلام السويدية (السويدية)
- جيمي ليندن على موقع قاعدة بيانات الفيلم (الإنجليزية)
- جيمي ليندن على موقع كينوبويسك (الروسية)